# بوهدان باندورا
بوهدان باندورا (اوکراینی: Богдан Романович Бандура؛ زادهٔ ۳۰ ژانویهٔ ۱۹۶۰) بازیکن فوتبال اهل اتحاد جماهیر شوروی سوسیالیستی است.